# غوردون إلمو يونغ
غوردون إلمو يونغ (بالإنجليزية: Gordon Elmo Young)‏ هو قاضي ومحامي أمريكي، ولد في 26 أبريل 1907، وتوفي في 20 أغسطس 1969.